# Justin Cage
Justin Cage (San Antonio, 26 juni 1985) is een Amerikaans voormalig basketballer.

## Carrière
Cage speelde collegebasketbal voor de Xavier Musketeers van 2003 tot 2007. In 2007 werd hij niet gekozen voor de NBA draft maar wel door de Pittsburgh Xplosion uit de Continental Basketball Association maar tekende nooit voor hen. Hij tekende in september 2007 een contract bij de Chicago Bulls maar in oktober werd zijn contract alweer ontbonden voor het reguliere seizoen begon. Hij speelde wel voor de Bulls in de NBA Summer League en vet camp. Hij tekende bij de Sloveense club KK Union Olimpija maar speelde nooit een wedstrijd. Hij ging spelen voor D-League (Amerikaanse tweede klasse) club Colorado 14ers van 2007 tot 2008. Hij speelde in 2008 in de NBA Summer League voor de Phoenix Suns. Na een seizoen ging hij spelen voor de Belgische club Liège Basket. 
Hij speelde maar een seizoen in Luik en maakte in 2009 de overstap naar reeksgenoot Union Mons-Hainaut. Bij Bergen speelde hij de rest van zijn carrière en gedurende 13 jaar tijd groeide hij uit tot aanvoerder van de ploeg. Na een lastig seizoen 2021/22 met blessures besloot hij om te stoppen met spelen. Hij won met de club de beker van België in het seizoen 2010/11. Hetzelfde jaar slaagde ze er ook in om de supercup te winnen. Hij werd samen met Bergen viermaal tweede in de Belgische competitie in 2011, 2015, 2020 en 2021.

## Erelijst
- Belgisch bekerwinnaar: 2011
- Belgisch supercup: 2011